# 2624-es mellékút (Magyarország)
A 2624-es számú mellékút egy 37 kilométeres hosszúságú, négy számjegyű mellékút Borsod-Abaúj-Zemplén vármegye északi részén, a Cserehát keleti vidékein. Nagyrészt a Vasonca patak folyását követve, az azt észak-déli irányban levezető Száraz-völgyben húzódik.

## Nyomvonala
A 3-as főútból ágazik ki, a 208+600-as kilométerszelvénye közelében lévő körforgalmú csomópontból, északnyugat felé; ugyanott ágazik ki az ellenkező irányba a 3703-as út is. Kezdőpontja Kázsmárk közigazgatási területének déli részén található; a falu központján a 2. és 3. kilométere között húzódik végig, majd kevéssel a 4. kilométere előtt Léh településre lép, melynek egyből a községhatártól érinti az első házait is. A 6. és 7. kilométere között Rásonysápberencsen húzódik végig, 10,5 kilométer után Detek következik, a 12. kilométere előtt pedig Beretre ér.
Baktakék a következő, útjába eső település, ahol, a 13+750-es kilométerszelvénye közelében kiágazik belőle a 2625-ös út, a falu északi részén, A 14+350-es kilométerszelvényénél pedig a 2623-as út torkollik bele, nagyjából 6 kilométer megtétele után. 18,5 kilométer után éri el Alsógagy központját, előtte, a 18+450-es kilométerszelvénye közelében indul ki belőle a Gagyapátira vezető 26 144-es út. Felsőgagy házait 21,5 kilométer megtétele éri el; a község északi részén, a 22+100-as kilométerszelvénye táján ágazik ki belőle a 26 143-as út.
A 25+450-es kilométerszelvénye környékén, még mindig Felsőgagy közigazgatási területének északi részén torkollik bele, majdnem 34 kilométer megtétele után a 2622-es út. 27 kilométer után éri el Krasznokvajda Krasznokpuszta vagy Krasznyik nevű, keleti településrészét, azt elhagyva keresztezi a Rakaca-patakot, majd a 27+600-as kilométerszelvényénél néhány méter eltéréssel beletorkollik (27 kilométer megtétele után) a 2613-as út, kelet felől, és kiágazik belőle, észak felé a Perecsére vezető 26 126-os út. Itt a 2624-esnek is éles iránytörése következik, az eddigi észak-északnyugati irányát elhagyva északkeletnek fordul.
A folytatásában Büttösre ér, ott ágazik ki, a 29+300-es kilométerszelvényénél a falu központjába vezető 26 128-as út. A 31. kilométerénél egy rövidke szakaszon érinti Perecse külterületét – a település központjáról távol –, majd a 31+200-as kilométerszelvénynél, már Kány területén kiágazik belőle a 26 127-es út. A 33+500-as kilométerszelvényig Kány külterületén halad (de a településtől távol), utána pedig visszatér Büttös területére, a községnek arra a külterületi részére, ami teljesen elkülönül a település déli, a faluközpontot magában foglaló részétől. Kis szakaszon érinti Szemere település határvonalát, de utolsó szakaszán újra teljes egészében Büttös területén húzódik.
Az országhatárt elérve ér véget; előtte, közvetlenül a határpont előtt beletorkollik a 2626-os út, amely szintén itt ér véget, 20,9 kilométer megtétele után. Teljes hossza, az országos közutak térképes nyilvántartását szolgáló kira.gov.hu adatbázisa szerint 36,778 kilométer.
Szlovákiában, Buzita területén tovább folytatódik, 3400-as számmal; ez a számozás Komaróc és Nagyida településeken át a szlovákiai 16-os főútig tart (amely az E58-as európai úthálózat egyik felvidéki szakasza), a Kassa központjától délkeletre fekvő Saca városrész déli szélén ér véget.

## Települések az út mentén
- Kázsmárk
- Léh
- Rásonysápberencs
- Detek
- Beret
- Baktakék
- Alsógagy
- Felsőgagy
- Krasznokvajda
- Büttös
- (Perecse)
- (Kány)
- (Szemere)
- (Büttös)

## Története
1934-ben a kereskedelem- és közlekedésügyi miniszter 70 846/1934. számú rendelete egy rövid szakaszát (Baktakék belterületén, az abaújkéri és a fancsali elágazása között) harmadrendű főúttá nyilvánította, több más mai mellékúti útszakasszal együtt, 233-as útszámozással. (A 233-as főút Edelénytől Lak, Monaj, Abaújszolnok és Bakta érintésével Encs térségéig vezetett.) Folytatása is létezett már akkor, Halmaj és Bakta, illetve Bakta és Krasznokvajda között, de csak mellékútként.